# 1148

## Esdeveniments
- 31 de desembre - Tortosa (el Baix Ebre): Ramon Berenguer IV culmina la conquesta de la ciutat al califa almoràvit al-Muzaffar.[1]

## Naixements
- El papa Honori III